# Oreonetides filicatus
Oreonetides filicatus là một loài nhện trong họ Linyphiidae.
Loài này thuộc chi Oreonetides. Oreonetides filicatus được miêu tả năm 1937 bởi Crosby.